# Alexander Trowbridge

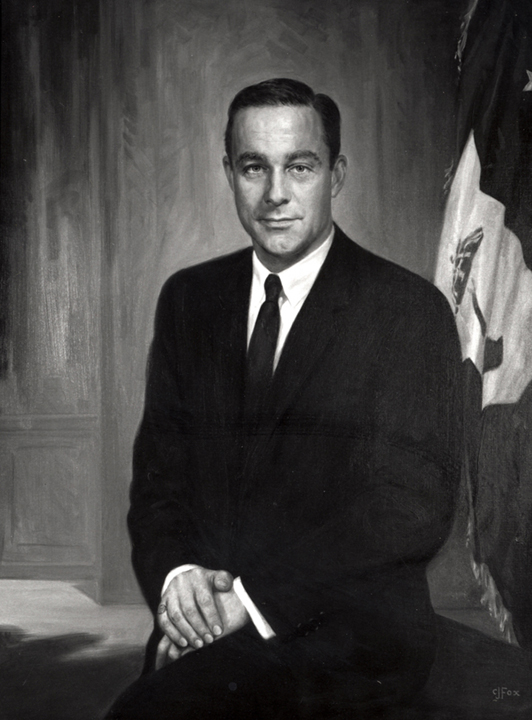
Alexander Buel Trowbridge

Alexander Buel Trowbridge III (* 12. Dezember 1929 in Englewood, New Jersey; † 27. April 2006 in Washington, D.C.) war ein US-amerikanischer Geschäftsmann und Politiker, der unter Präsident Lyndon B. Johnson für einige Monate das Amt des US-Handelsministers bekleidete.
Nach dem Besuch der Phillips Academy nahm Trowbridge 1948 am internationalen Praktikumsprogramm der Vereinten Nationen teil, in dessen Hauptquartier in Lake Success im Staat New York er beschäftigt war. 1950 arbeitete er als Praktikant für den Kongressabgeordneten Franklin D. Roosevelt Jr. Im folgenden Jahr machte er seinen Bachelor-Abschluss in Princeton, woraufhin er in die Dienste der CIA trat und als Mitglied des United States Marine Corps im Koreakrieg kämpfte.
Ab 1954 war Alexander Trowbridge im Ölgeschäft tätig, ehe ihn Präsident Johnson 1965 zum stellvertretenden Handelsminister (Assistant Secretary of Commerce) berief. Am 19. Januar 1967 übernahm er nach dem Rücktritt von John T. Connor kommissarisch die Leitung des Ministeriums, ehe er am 14. Juni desselben Jahres offiziell dessen Nachfolge als Handelsminister antrat. Er bemühte sich erfolglos um eine Vereinigung seines Ministeriums mit dem Arbeitsministerium. Bereits am 1. März 1968 stellte er seinen Posten wieder zur Verfügung, um seinen geschäftlichen Aktivitäten nachzugehen. Er wurde zwei Monate später Präsident der American Management Association, von 1976 bis 1980 amtierte er als stellvertretender Vorsitzender einer Chemiefirma. Von 1980 bis 1990 stand er der National Association of Manufacturers vor.
Alexander Trowbridge, zu dessen Vorfahren Roger Sherman, einer der Gründerväter der Vereinigten Staaten, gehörte, starb 2006 in seinem Wohnort Washington und wurde auf dem Nationalfriedhof Arlington beigesetzt.